# استن پیرسون
استن پیرسون (به انگلیسی: Stan Pearson) بازیکن فوتبال زادهٔ ۱۵ ژانویه ۱۹۱۹ اهل کشور انگلستان بود که سابقهٔ بازی در تیم ملی فوتبال انگلستان را در کارنامهٔ خود دارد. وی در تاریخ ۱۰ آوریل ۱۹۴۸ نخستین بازی ملی خود را در مقابل تیم ملی فوتبال اسکاتلند انجام داد و با حضور در ۸ بازی ملی، در تاریخ ۱۸ مه ۱۹۵۲ واپسین بازی ملی‌اش را در برابر تیم ملی فوتبال ایتالیا برگزار کرد.
این بازیکن توانسته در بازی‌های ملی، ۵ گل به ثمر برساند.